# Гавриловка (Дергачёвский район)
Гаври́ловка (укр. Гаврилівка), посёлок, Солоницевский поселковый совет, Дергачёвский район, Харьковская область. Присоединен к посёлку городского типа Солоницевка в 1976 году.

## Географическое положение
Посёлок городского типа Гавриловка находился на автомобильной трассе Харьков-Сумы на расстоянии 24 км от Дергачей на левом берегу реки Уды; выше по течению на расстоянии 2 км расположен пгт Пересечная; ниже по течению примыкал к пгт Солоницевка; на противоположном берегу село Червоное (присоединено к пгт Солоницевка). Границей между Гавриловкой и Солоницевкой является яр, начинающийся от обустроенного Солоницевского источника пресной воды под церковью Успения Пресвятой Богородицы на левом берегу реки Уды.
На расстоянии 1,5 км расположена железнодорожная станция Шпаковка.
Напротив Гавриловки впадает в реку Уды правым притоком река Люботинка.

## История
- 1650 — образовано село, затем слобода Гавриловка.
- В 1940 году, перед ВОВ, в Гавриловке был 381 двор и свой сельсовет.[5]
- Конец октября 1941 — середина февраля 1943, начало марта 1943 — 20 августа 1943 — оккупация территории СССР войсками Третьего рейха и его союзников[6].
- Ранним утром 20 августа 1943 разведка советской 28-й гв. стрелковой дивизии (командир генерал-майор Георгий Иванович Чурмаев) 53-й армии[7] доложила, что перед фронтом армии на участке Пересечная — Гавриловка немцы оставили лишь незначительные силы для прикрытия своего отхода за реку Уды. Село было в этот день освобождено.[8]
- К 21 августа 1943 года части 53-й армии СССР освободили в Гавриловке и Солоницевке выгодные позиции для нанесения ударов по западным и северо-западным окраинам оккупированного гитлеровцами Харькова. С высоты 208,6 м открывался вид на город. На высоте 197,3 м возле посёлка Гавриловка был построен командный пункт генерал-полковника И. С. Конева.

Эвакуация немецких войск и имущества проходила через железнодорожную станцию «Новая Бавария (станция)», так как Южный вокзал Харькова как транспортный узел был к этому времени уничтожен, мимо Гавриловки, расположенной на противоположном берегу реки Уды. Чтобы спасти город от окончательного разрушения, командующий Степным фронтом Иван Конев отсюда отдал приказ войскам 53-й (ком. ген-майор И. М. Манагаров), 57-й (ком. генерал-лейтенант Н. А. Гаген), 69-й (ком. генерал-лейтенант В. Д. Крючёнкин) и 7-й Гвардейской (ком. генерал-лейтенант М. С. Шумилов) армиям о ночном штурме Харькова в ночь с 22 на 23 августа.
- В августе 1943 во время освобождения Харькова от немецкой оккупации на господствующей над местностью высоте над Гавриловкой 20 августа был на высоте 194.2 организован командный пункт командующего 53-й армией генерал-лейтенанта Ивана Манагарова, а затем командный пункт командующего Степным фронтом маршала Ивана Конева. Сейчас это мемориальный комплекс «Высота маршала Конева».
- 16 августа 1943 года при освобождении Харькова от немецкой оккупации командующий Степным фронтом Советской армии И. С. Конев поставил задачу[9] Пятой гвардейской танковой армии (командир Павел Ротмистров), находившейся в тот момент в Дергачёвском районе, окружить немецкую Харьковскую группировку с юго-запада: ударом через Гавриловку-Коротич-Рай-Еленовку на Покотиловку[10] соединиться с наступавшей с северо-востока 7-й гвардейской армией и с востока — 57-й армией в районе Высокий-Карачёвка-Бабаи,[10] замкнув кольцо. Задача не была выполнена,[8] но 5-я танковая непрерывно девять дней атаковала немцев через реку Уды из Пересечного и Гавриловки, потеряв несколько сот танков[8][11]. 24 августа из-за непрерывных боёв в частях 5-й танковой армии остались боеготовыми 78 танков Т-34 и 25 Т-70;[8] 29 августа, на девятый день непрырывных боёв, в армии осталось всего 50 танков (большая часть использовалась как неподвижные огневые точки), менее 50 % артиллерии и 10 % мотопехоты.[8]
- После ВОВ (до 1966[1]) село получило статус пгт.
- В 1966 году население составляло 2300 человек;[1] в посёлке работали восьмилетняя школа, две библиотеки, водокачка, водопровод, оросительная установка.[1]
- В 1966 году гавриловский совхоз имени Щорса, имевший 2400 га земли, специализировался на молочном животноводстве и овощном производстве.[12] В том же году этот совхоз занимал второе место в Дергачёвском районе по производству молока.[1]
- Посёлок Гавриловка был присоединен к посёлку городского типа Солоницевка в 1976 году.[13]

## Экономика
- Молочно-товарная ферма, машинно-тракторные мастерские.
- Теплицы.

## Объекты социальной сферы
- Клуб

## Достопримечательности
- Братская могила советских воинов. Похоронены 88 погибших воинов.
- Братская могила советских воинов (на старом кладбище).
- Братская могила односельчан, погибших во время ВОВ (на площади в центре села).
- Советский лёгкий танк Т-70V на постаменте.
- Мемориал Неизвестному советскому солдату.
- Мемориальный комплекс «Высота маршала Конева».
- Церковь Успения Пресвятой Богородицы, ул. Сумской шлях, 100[14].

### Виды Гавриловки
- Т-70 спереди
- Вид слева
- Погибшие при освобождении Гавриловки воины РККА
- Погибшие во время ВОВ гавриловцы-односельчане
- Высота маршала Конева

Известные люди:
- И. В. Литовченко — Герой Социалистического Труда.

## Карты
- Трёхвёрстная военно-топографическая карта Российской империи, ряд XXIII, лист 14, 1869 год // Гавриловка.
- Карта-километровка штурма Харькова с нп Степного фронта, 1943 год. // Полоса наступления 5-й гв. ТА к 17 августа: 194,2 - Гавриловка - Коротич - Райеленовка - Высокий (план).
- http://www.etomesto.ru/map-atlas_1000000/ Международная миллионная карта мира. Территория СССР. Гавриловка. 1957